# Muhlenbergia capillaris
Muhlenbergia capillaris là một loài thực vật có hoa trong họ Hòa thảo. Loài này được (Lam.) Trin. mô tả khoa học đầu tiên năm 1824.

## Hình ảnh

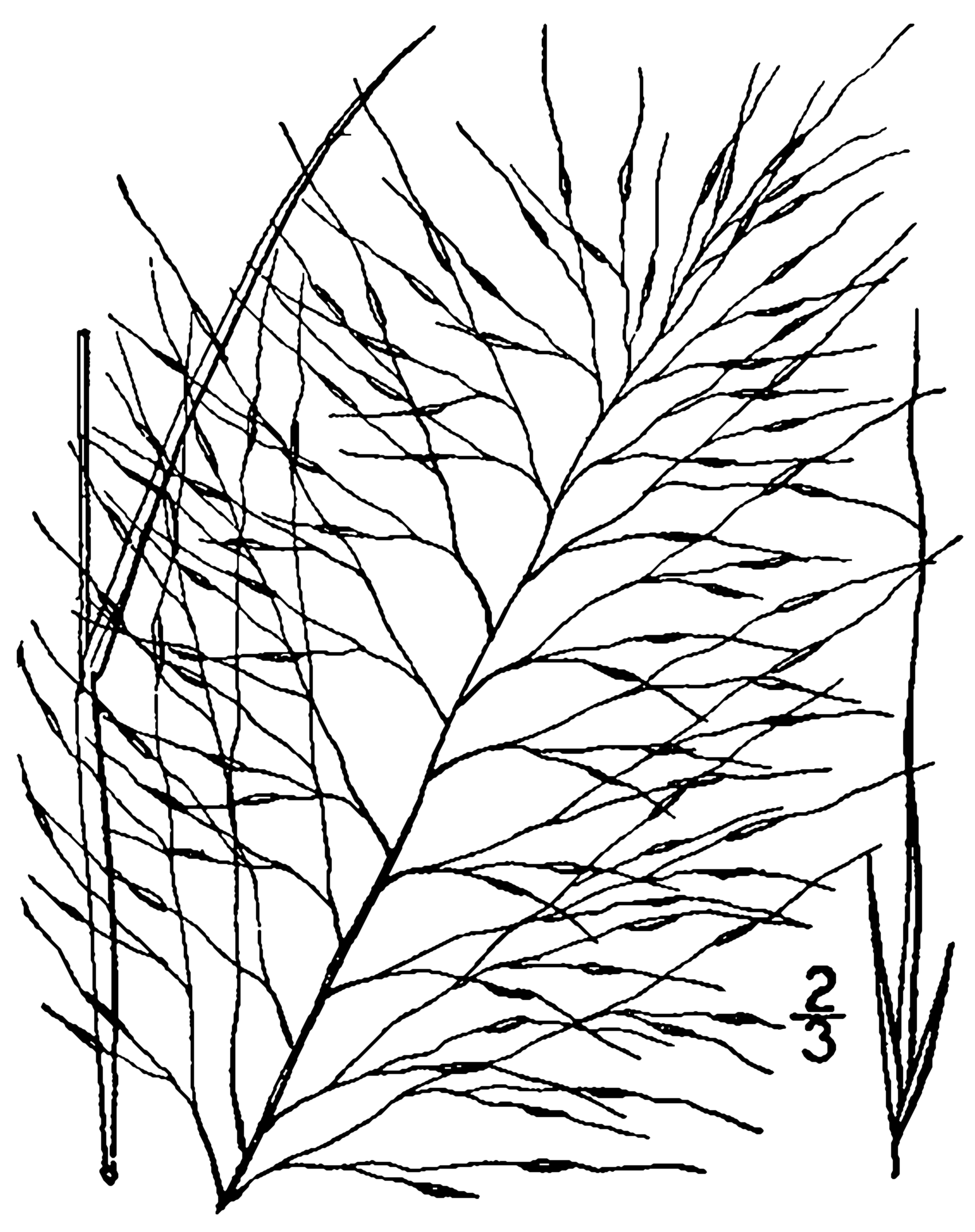
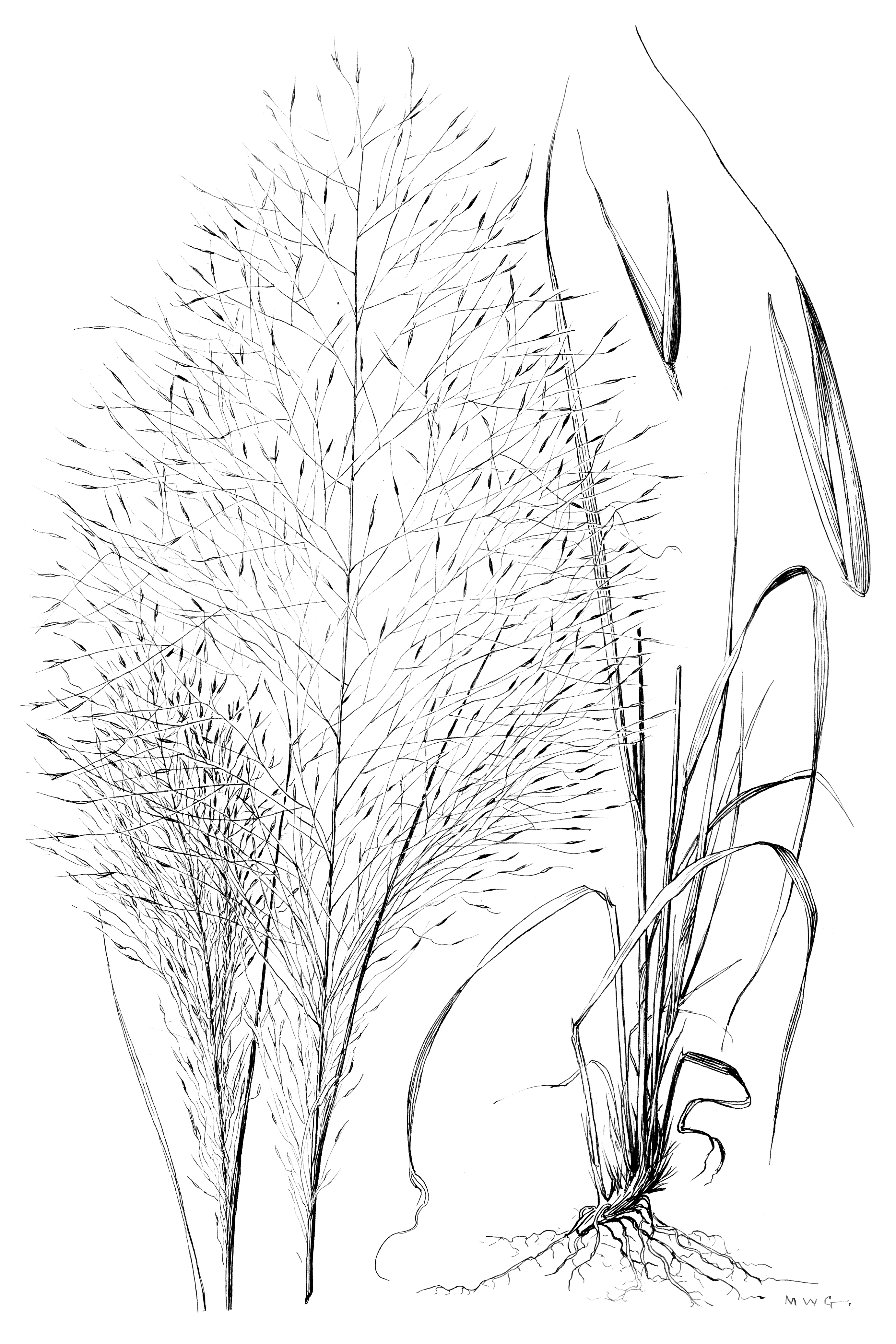